# Triatlon op de Paralympische Zomerspelen 2024 - PTCW mannen
De triatlon voor de mannen klasse PTCW op de Paralympische Zomerspelen 2024 vond plaats op Zondag 2 september. Regerend Paralympisch kampioen was Jetze Plat uit Nederland. die in 2024 zijn titel wist te prolongeren. De zilveren medaille werd gewonnen door de Oostenrijker Florian Brungraber, Geert Schipper uit Nederland won de bronzen medaille De 10 deelnemers startten bij Pont Alexandre-III en moesten achtereenvolgens 750 meter zwemmen in de Seine, twintig kilometer wielrennen waarbij gebruik werd gemaakt van een handbike en vijf kilometer wheelen.
De PTWC is de klasse voor triatleten met een lichamelijke handicap die gebruik maken van een racerolstoel en een handbike tijdens de Paralympische Spelen is PTCW een gecombineerd klassement, met PTWC1-atleten (met meer beperkingen) en PTWC2-atleten (met minder beperkingen). Er wordt gebruik gemaakt van een intervalstart zoals beschreven in het wedstrijdreglement van de World Triathlon, waarbij PTWC2-atleten drie minuten na hun PTWC1-concurenten het water ingaan. De drie minuten worden opgenomen in de eindtijd als onderdeel van de zwemetappe.

## Wedstrijdverslag
Plat was op voorhand torenhoog favoriet voor de wedstrijd die gisteren nog met een dag werd uitgesteld. Al meteen tijdens de 750 meter zwemmen nam hij een minuut afstand van zijn grootste concurrenten Florian Brungraber (tweede in Tokyo, red.), Louis Noel en Geert Schipper (vierde in Tokyo, red.), die toen nog bij elkaar bleven. De strijd om de overige medailles beloofde dan ook een spannende te worden, maar de spanning om het goud was toen eigenlijk al verdwenen.
Halverwege de 20 kilometer fietsen werd alleen maar duidelijker dat Plat oppermachtig was; hij had toen ook alle drie minuten eerder gestarte PTWC1-mannen ingehaald en ging dus definitief aan de leiding in de wedstrijd. Zijn voorsprong op Schipper, die toen tweede lag, bedroeg toen al ruim 1:10 minuut. Op zijn beurt was Schipper indrukwekkend bezig, want langzaam maar zeker werd zijn voorsprong op Brungraber iets groter en was op dat moment opgelopen tot bijna tien seconden.
Terwijl Plat fietsend zijn voorsprong alleen maar bleef vergroten, werden de resterende tien kilometer voor Schipper juist wat lastiger. Brungraber ging weer aan hem voorbij en wist ook een aanzienlijke voorsprong op hem te pakken. Plat wisselde met een marge van bijna 1:40 minuut op Brungraber, die op zijn beurt een voorsprong van 42 seconden op Schipper had bij het ingaan van de afsluitende vijf kilometer wheelen.
Tijdens het wheelen was Schipper niet meer bij machte om het gat naar Brungraber te dichten en zo was het podium eigenlijk direct bezegeld.
Plat won de race en dus Paralympisch goud in 58:16. Brungraber finishte als tweede op 1:10 minuut achterstand en Schipper als derde op 2:04 minuut achterstand.

## Uitslag
| rang   | naam               | naam | c.t.    | Zwemmen | Wielrennen | Hardlopen | totaal  |
| ------ | ------------------ | ---- | ------- | ------- | ---------- | --------- | ------- |
| Goud   | Jetze Plat         | NED  | 3:00.00 | 13:19   | 31:19      | 11:44     | 58:16   |
| Zilver | Florian Brungraber | AUT  | 3:00.00 | 14:15   | 31:49      | 11:16     | 59:12   |
| Brons  | Geert Schipper     | NED  | 3:00.00 | 14:21   | 32:42      | 11:29     | 1:00:20 |
| 4      | Louis Noel         | FRA  | 3:00.00 | 14:19   | 35:20      | 12:17     | 1:03:40 |
| 5      | Giovanni Achenza   | ITA  | -       | 12:54   | 35:49      | 13:20     | 1:03:49 |
| 6      | Nic Beveridge      | AUS  | -       | 12:31   | 37:27      | 12:56     | 1:05:11 |
| 7      | Fethi Zouinkhi     | TUN  | -       | 13:29   | 37:26      | 12:47     | 1:05:49 |
| 8      | Jumpei Kimura      | JPN  | -       | 13:40   | 39:04      | 13:19     | 1:07:54 |
| 9      | Howie Sanborn      | USA  | -       | 14:24   | 34:06      | 18:49     | 1:09:41 |
| -      | Giuseppe Romele    | ITA  | -       | 11:31   | 35:21      | 13:34     | DSQ     |